# 豊橋魚市場
豊橋魚市場（とよはしうおいちば）は、愛知県豊橋市に位置する地方卸売市場である。
愛知県知事の認可を受けて”株式会社豊橋魚市場”が開設者となり、卸売業者として営業している。第8次愛知県卸売市場整備計画で東三河地区の拠点市場に指定されている。

## 概要
1913年（大正2年）設立、主に水産物を扱っている。

## 歴史
今川義元が1553年（天文22年）に片浜十三里の魚を三河吉田の魚町の飽海熊野（あくみくまの）神社社頭で売ることを許したとされている。海辺の産地市場に対し消費地市場にあたる。しかし豊橋は海に近いので消費地市場であるとともに産地市場の一面もある。1966年（昭和41年）魚町から下五井町に移転して現在に至る。

## 卸売業者
- 水産 - 豊橋魚市場

## 特長
一般の客のために第2、第4土曜日に魚河岸感謝デイを設けマグロの解体ショーや素人セリ（オークション）を行っている。2007年より環境への配慮からプラスティックの容器を用意し、発泡スチロールの使用を控えている。場内の喫茶店カフェおひさまは朝5時からモーニングサービス、6時からランチサービスを提供している。

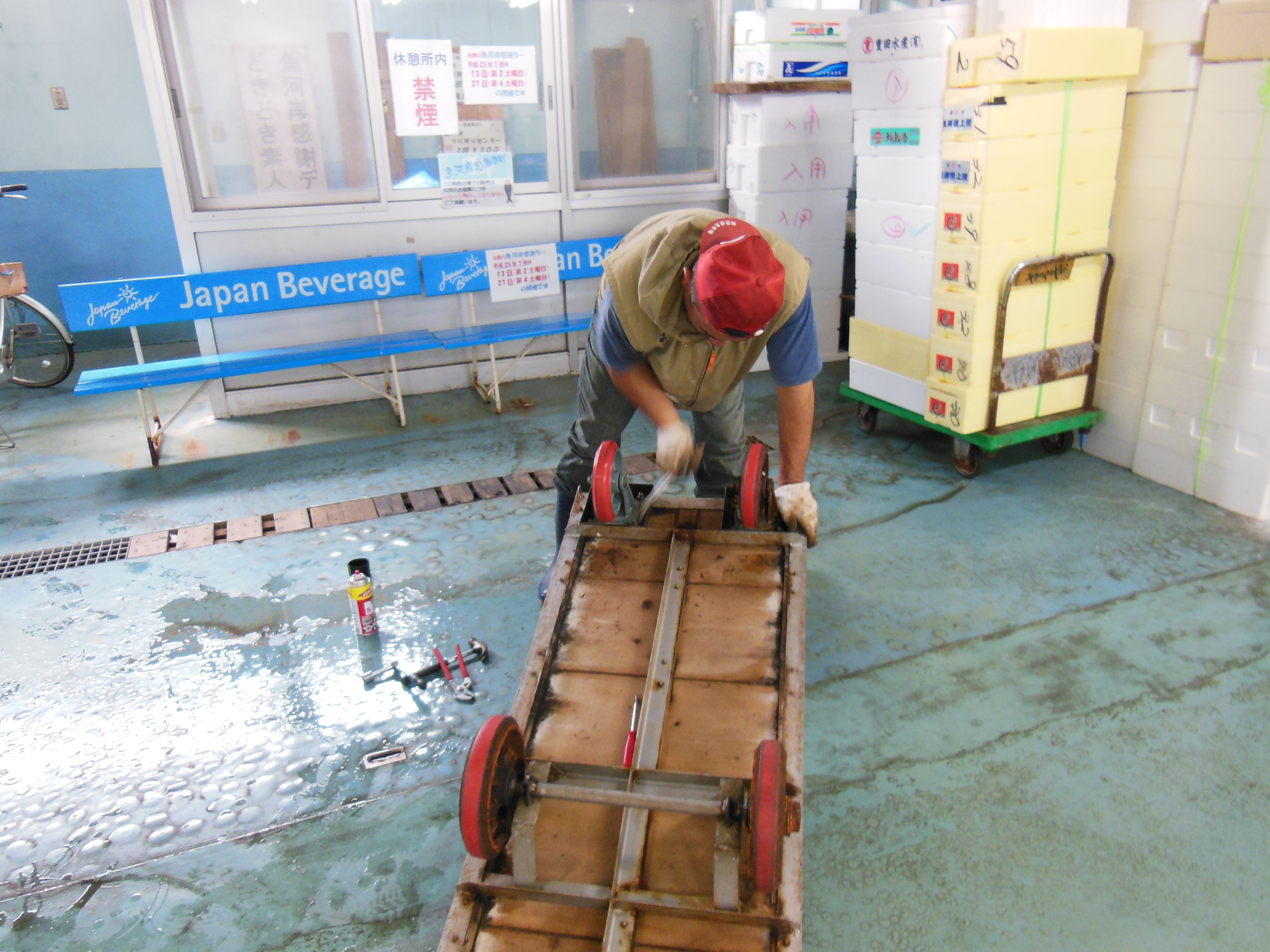
台車の輪治し
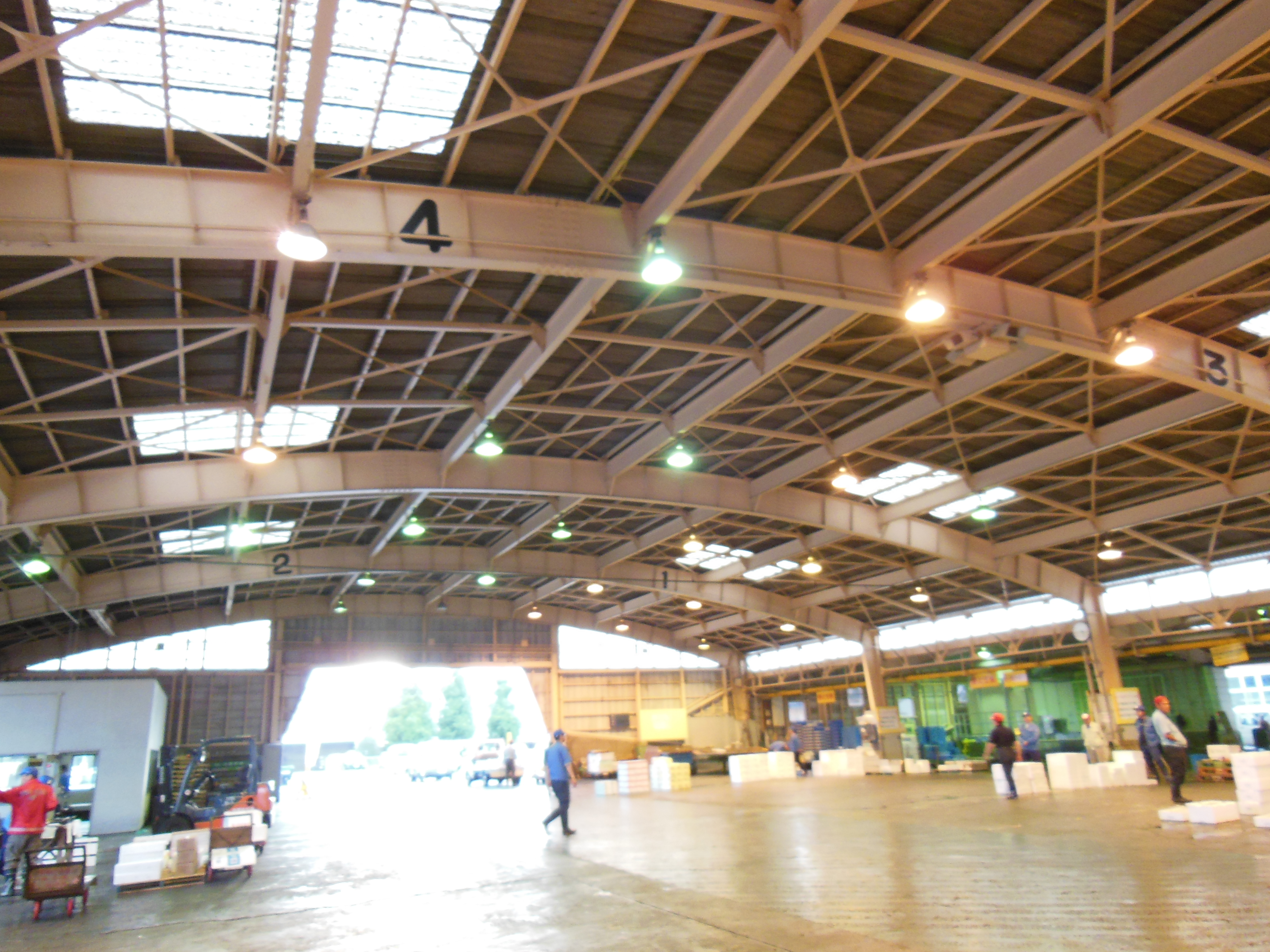
セリ場
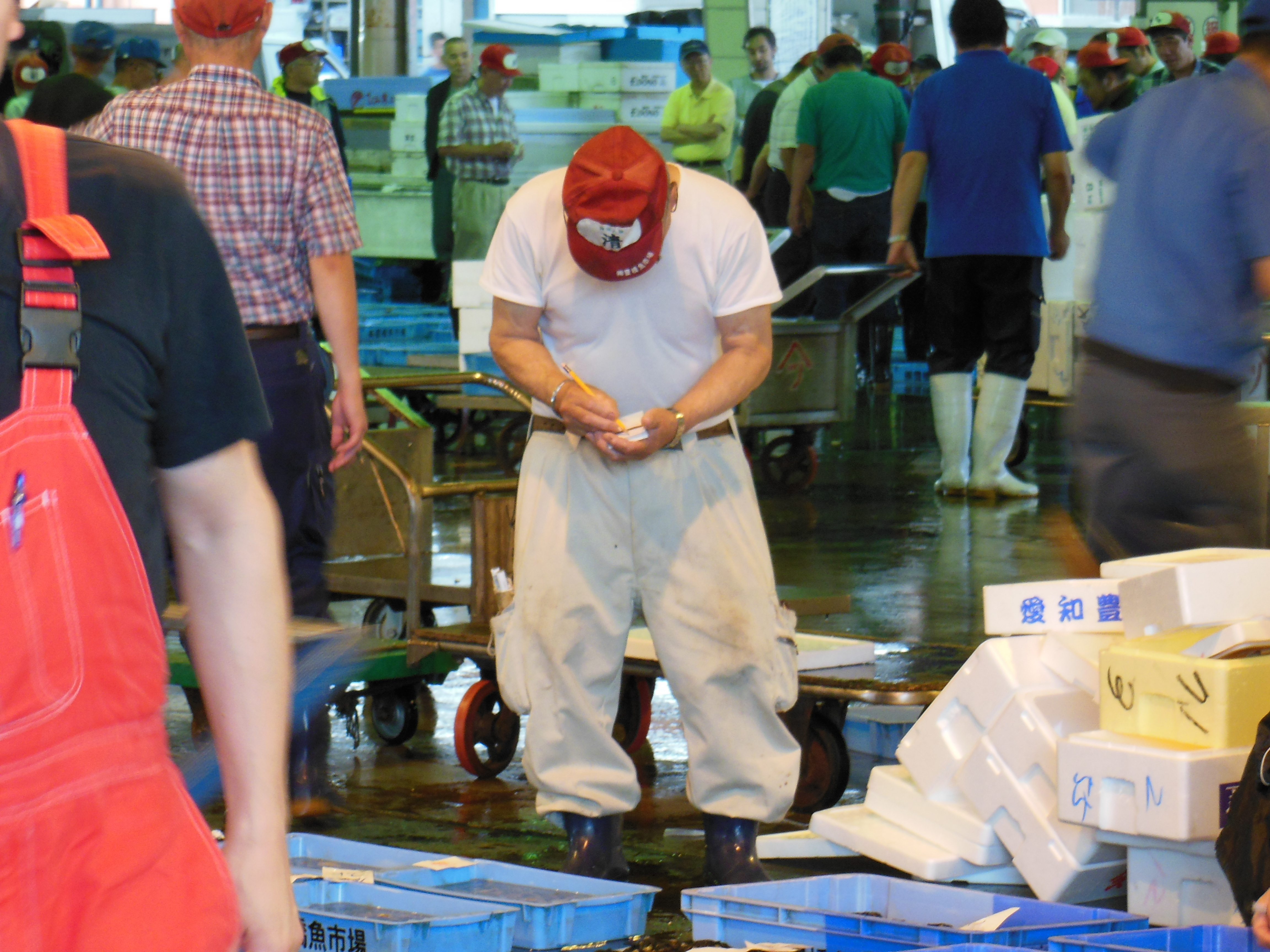
仲買人
セリ